# Italia en los Juegos Paralímpicos de Vancouver 2010
Italia estuvo representada en los Juegos Paralímpicos de Vancouver 2010 por un total de 35 deportistas, 29 hombres y seis mujeres.

## Medallistas
El equipo paralímpico italiano obtuvo las siguientes medallas:
| Nombre                | Deporte        | Evento                                        |
| --------------------- | -------------- | --------------------------------------------- |
| Oro                   |                |                                               |
| Francesca Porcellato  | Esquí de fondo | 1 km velocidad sentado femenino               |
| Plata                 |                |                                               |
| Melania Corradini     | Esquí alpino   | Supergigante de pie femenino                  |
| Gianmaria Dal Maistro | Esquí alpino   | Supercombinada discapacidad visual masculino  |
| Enzo Masiello         | Esquí de fondo | 10 km sentado masculino                       |
| Bronce                |                |                                               |
| Gianmaria Dal Maistro | Esquí alpino   | Eslalon discapacidad visual masculino         |
| Gianmaria Dal Maistro | Esquí alpino   | Eslalon gigante discapacidad visual masculino |
| Enzo Masiello         | Esquí de fondo | 15 km sentado masculino                       |